# Juegos Olímpicos de Chamonix 1924
Los Juegos Olímpicos de Chamonix 1924, oficialmente conocidos como los I Juegos Olímpicos de Invierno, fueron un evento multideportivo internacional, celebrado en la ciudad de Chamonix, Francia, entre el 25 de enero y el 5 de febrero de 1924. Originalmente llamados Semana Internacional de Deportes de Invierno (del francés: Semaine Internationale des Sports d'Hiver) y organizada como parte de los Juegos Olímpicos de París 1924, fueron declarados posteriormente como los Primeros Juegos Olímpicos de Invierno, por el Comité Olímpico Internacional. Participaron 258 atletas (247 hombres y 11 mujeres) de 16 países.

## Acontecimientos
- El patinaje artístico fue deporte olímpico en 1908 y 1920. En tanto, el hockey sobre hielo ya se realizó en 1920.
- Las dificultades para realizar estos eventos durante el verano fueron las razones que llevaron al Comité Olímpico Internacional, reunido en Lausana, en 1921, a fijar la organización de la Semana Internacional de Deportes de Invierno, en conjunto con París 1924.
- Charles Jewtraw, ganador de la prueba de patinaje de velocidad en 500 metros, fue honrado con la primera medalla de unos Juegos Olímpicos de Invierno.
- Tanto el equipo canadiense de hockey sobre hielo como el patinador Gilles Grafström se convirtieron en los únicos atletas en defender su medalla de oro en los Juegos de Verano en unos Juegos de Invierno.
- Se entregó una medalla honorífica al montañista Charles Bruce, líder de la expedición que trató llegar a la cima del Monte Everest en 1922.
- La última medalla de los Juegos fue entregada en 1974. Tras revisiones posteriores, se descubrió que la puntuación del noruego Thorleif Haug en el salto de esquíes había sido errada, por lo que el verdadero ganador de la medalla de bronce era el estadounidense Anders Haugen.
- Por la primera vez en los Juegos Olímpicos modernos, la nación anfitriona, en este caso, Francia, terminó los Juegos sin ganando una medalla de oro. Esta resulta fue repetido en los próximos Juegos Olímpicos de Invierno en Sankt-Moritz, donde Suiza solo ganó una medalla de bronce, la producción más baja por una nación anfitriona en la historia de los Juegos modernos. Otras naciones anfitrionas que no ganaron una medalla de oro en los Juegos Olímpicos incluyen Canadá en los Juegos Olímpicos de Montreal 1976 y Juegos Olímpicos de Calgary 1988 y Yugoslavia en los Juegos Olímpicos de Sarajevo 1984.

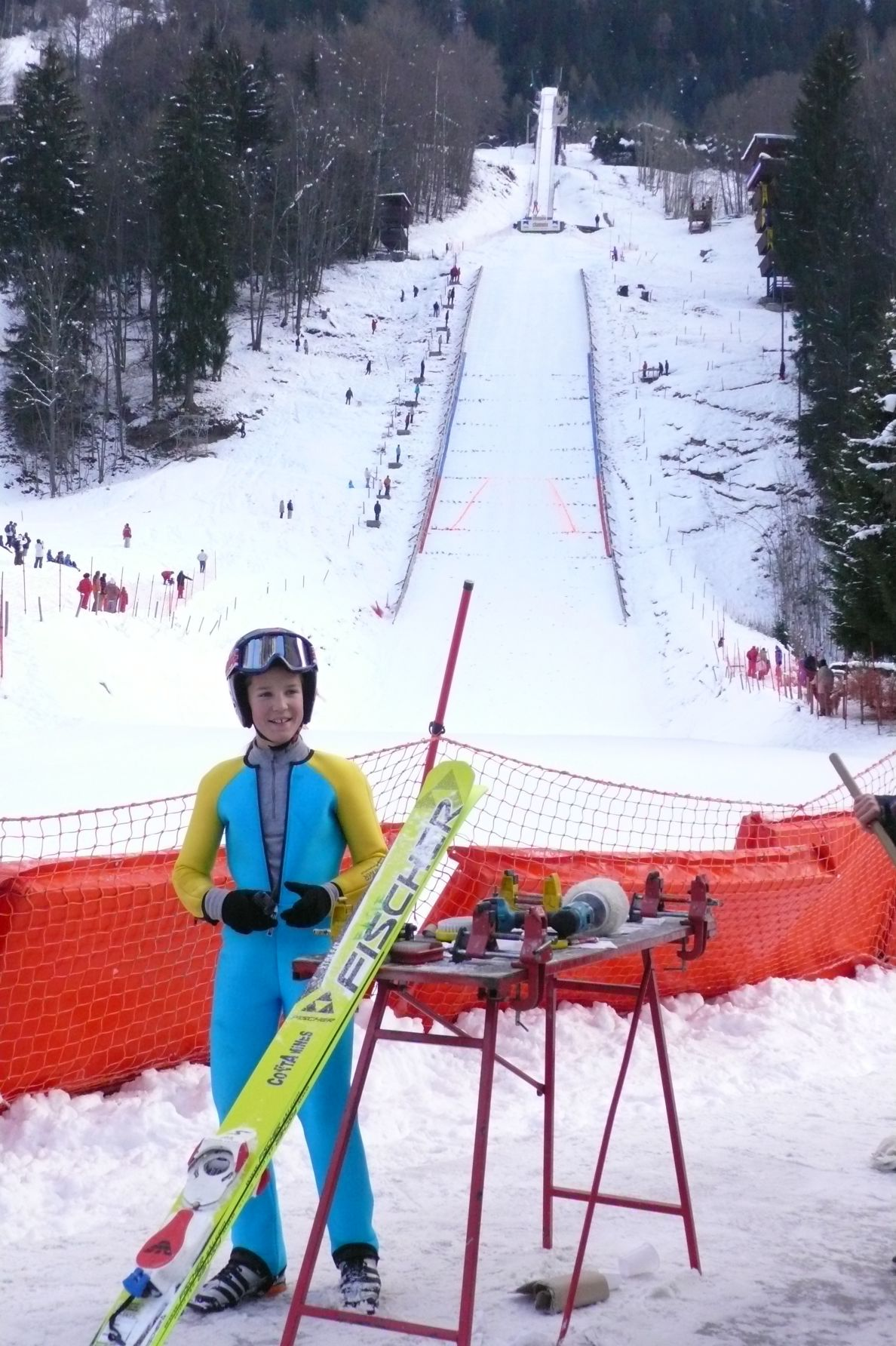
Le Tremplin Olympique du Mont, sede del esquí nórdico.

## Deportes
| - Bobsleigh - Combinada nórdica - Curling - Esquí de fondo - Hockey sobre hielo |  | - Patinaje artístico - Patinaje de velocidad - Patrulla militar - Saltos de esquí |

## Sedes e instalaciones
La ciudad de Chamonix acogió íntegramente todas las competiciones olímpicas, contando para ello con tres recintos diferentes:
 Estadio Olímpico (ceremonias de apertura y de clausura)
 La Piste de Bobsleigh des Pellerins
 Le Tremplin Olympique du Mont

## Participantes

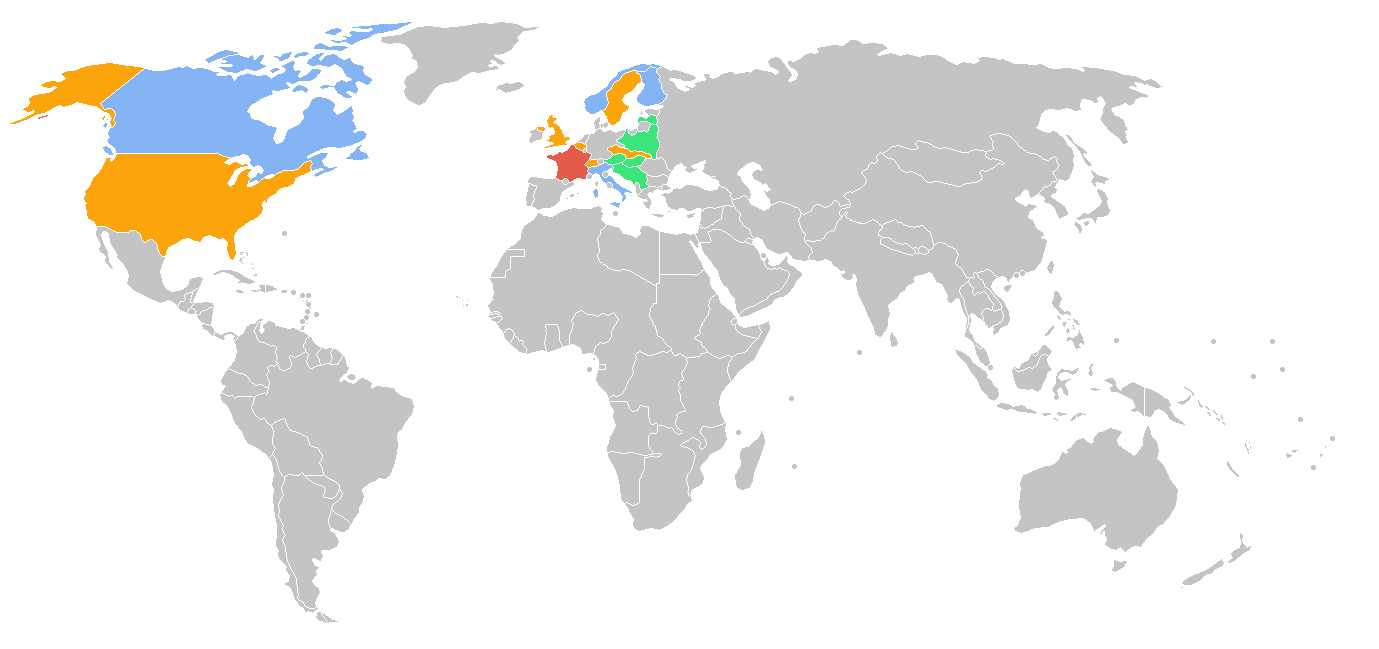
Países participantes en los Juegos Olímpicos de Chamonix 1924.

Para la cita de Chamonix, un total de 16 comités olímpicos nacionales lograron presentar atletas en competición. De este modo, los 16 configuraron su primera aparición en unas olimpiadas de invierno.
Estonia también pudo haber realizado su debut en los Juegos invernales junto al resto de países, concretamente con un competidor en patinaje de velocidad, pero este al final no pudo competir y quedó fuera del torneo olímpico.[cita requerida]
| Lista de naciones participantes | Lista de naciones participantes |
| --- | --- |
| - Austria (AUT) - Bélgica (BEL) - Canadá (CAN) - Checoslovaquia (TCH) - Estados Unidos (USA) - Finlandia (FIN) - Francia (FRA) - Hungría (HUN) | - Italia (ITA) - Letonia (LAT) - Noruega (NOR) - Polonia (POL) - Reino Unido (GBR) - Suecia (SWE) - Suiza (SUI) - Yugoslavia (YUG) |

## Medallero
| Núm. | País           | Oro | Plata | Bronce | Total |
| ---- | -------------- | --- | ----- | ------ | ----- |
| 1    | Noruega        | 4   | 7     | 6      | 17    |
| 2    | Finlandia      | 4   | 4     | 3      | 11    |
| 3    | Austria        | 2   | 1     | 0      | 3     |
| 4    | Suiza          | 2   | 0     | 1      | 3     |
| 5    | Estados Unidos | 1   | 2     | 1      | 4     |
| 6    | Reino Unido    | 1   | 1     | 2      | 4     |
| 7    | Suecia         | 1   | 1     | 0      | 2     |
| 8    | Canadá         | 1   | 0     | 0      | 1     |
| 9    | Francia        | 0   | 0     | 3      | 3     |
| 10   | Bélgica        | 0   | 0     | 1      | 1     |